# Cor-Ai (Zvezdna vrata SG-1)
Cor-Ai je epizoda nanizanke Zvezdna vrata SG-1.
V tem delu O'Neill s svojo posadko odjadra skozi zvezdna vrata na planet P3X1279. Teal'c planet hitro prepozna kot Chartago, dom Bysranov, in kraj, kjer Goa'uldi najraje vzgajajo ljudi. Teal'c je bil tu že pred časom, ko je služil hudobnim Goa'uldom. Tega se dobro spominja pripadnik Bysre Hanno, ki mu je Teal'c umoril očeta. Teal'c mora zaradi obtožbe na čudaško sojenje, na katerem ima Hanno tako vlogo sodnika kot tudi porote. Ko Teal'c prizna, da je morilec, mu je dodeljena smrtna kazen.